# Fragmento de Plesner

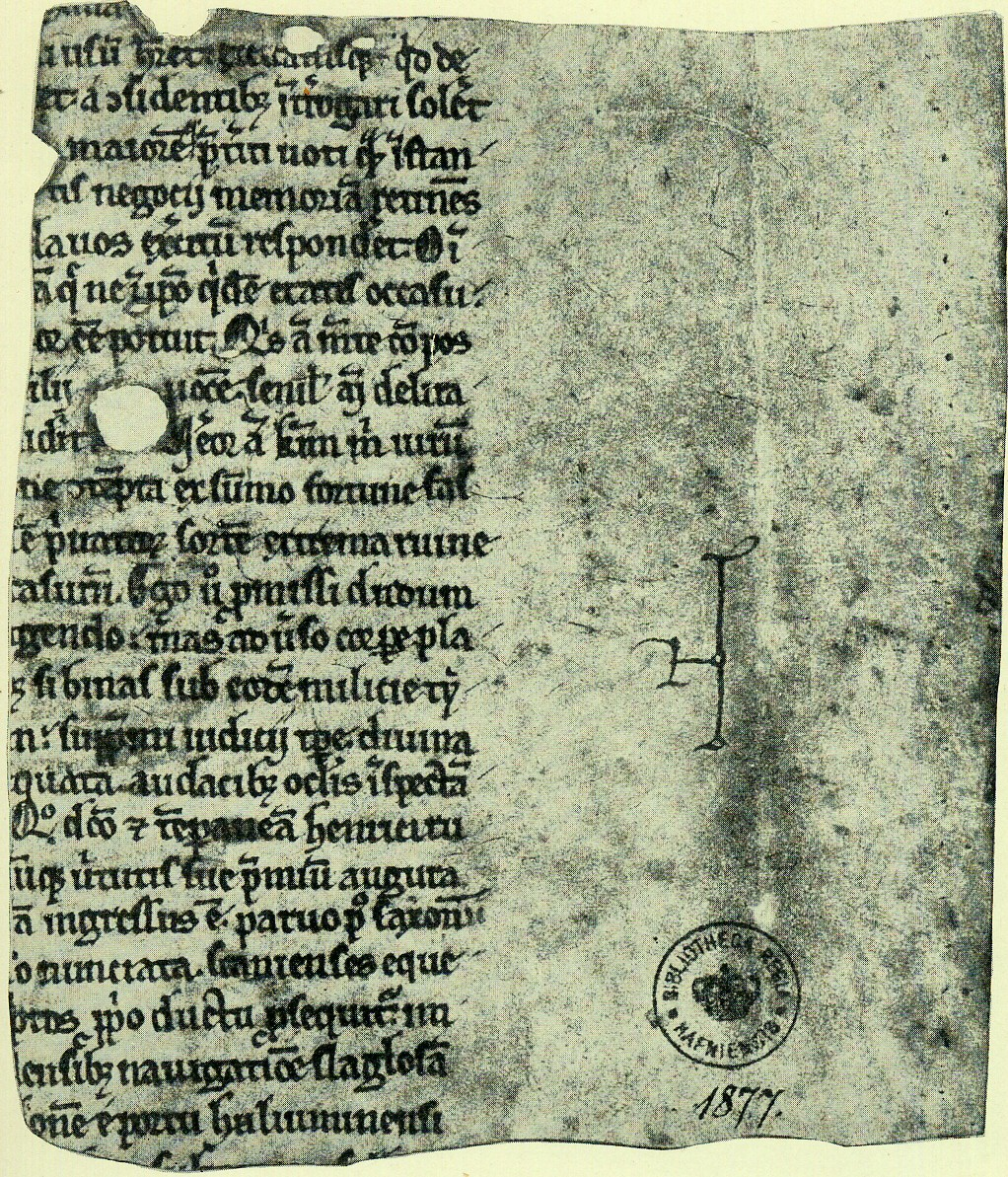
Fragmento de Plesner: Anverso

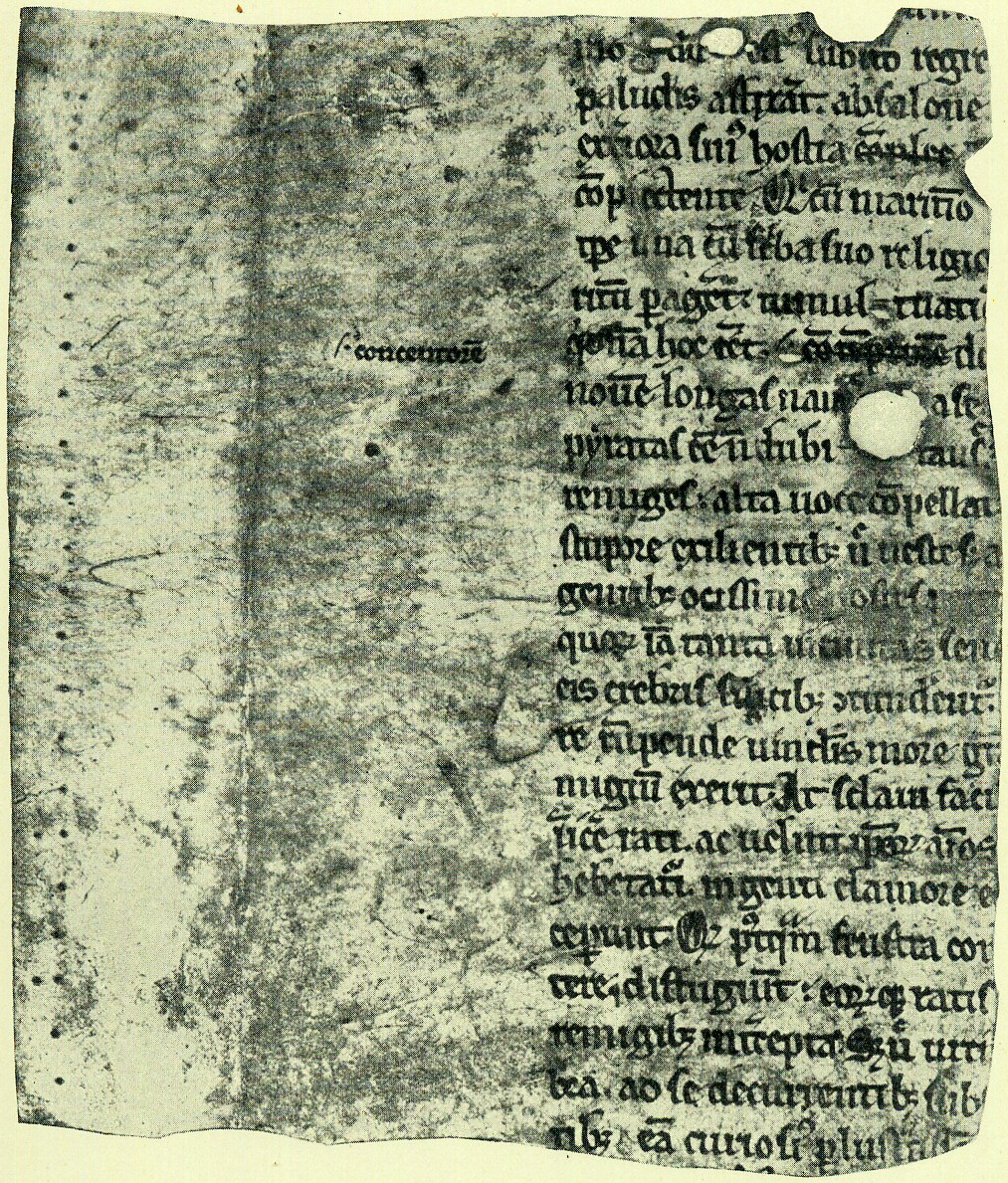
Fragmento de Plesner: Reverso

El fragmento de Plesner es una página de un pergamino fechado hacia 1275. Es uno de los cuatro fragmentos que se conservan de una de las copias del original de la obra de Saxo Grammaticus Gesta Danorum. Su tamaño es de 15 cm. x 13 cm. Y consiste en una página simple escrita por ambos lados.

## Historia
El fragmento se encontró en 1877 por C. U. A. Plesner en el Rigsarkivet (Archivos Nacionales Daneses), que se utilizó como materia prima para las listas del cobrador de impuestos feudal en 1623. Actualmente pertenece a la Biblioteca Real de Dinamarca en Copenhague, registrada como Ny kgl. Saml. Fol. 570.
La hoja corresponde a la página 811-813 de la versión en latín de Peter Erasmus Müller (1839) y a la página 459.15 – 460.24 de la versión en latín de Jørgen Olrik & H. Ræder (1931).